# Hjalmar Frederik Christian Kiaerskov
Hjalmar Frederik Christian Kiærskou, född 6 augusti 1835, död 18 mars 1900 (även känd som Hjalmar Kiaerskov), var en dansk botaniker. 
Denna botaniker betecknas med författarförkortningen Kiaersk som auktor.